# 日本アカデミー賞主演女優賞
日本アカデミー賞主演女優賞（にっぽんアカデミーしょうしゅえんじょゆうしょう）は、日本アカデミー賞の部門の一つである。毎年、5人が優秀賞に選ばれて、その中の1人が最優秀賞に選ばれる。

## 選考基準
日本アカデミー賞主演女優賞は以下の選考基準を満たしている作品である必要があり、その中から協会員全員(2024年現在4052名)が投票を行い、5名の優秀賞受賞者を決定した上で、協会員全員が最終投票を行い、最優秀賞を決定する。
- 対象期間中(2024年は1月1日～12月31日に公開された作品)、東京地区に於いて有料で初公開された40分以上の劇場用劇映画及びアニメーション作品であること
- 劇場公開を目的に製作された新作で、東京地区の同一劇場で1日3回、かつ2週間以上映画館のみで連続して上映された作品であること
- ドキュメンタリー、特別興行、イベント上映、再上映、映画祭のみで上映された作品は除くこと
- モーニング・レイトショーのみの作品は除くこと
- 同日含め先に配信(オリジナルビデオも含まれる)、TVで放送されたもの及びTV放送の再編集をした劇場版は新作とみなさないが、放送後に新たに撮影された部分が大半を占める場合は新作とすること
- 邦画洋画の区別は日本アカデミー賞協会の基準に基づいて判定すること

また、基本的には5名の優秀賞受賞者を選出することになっているが、同一人物が異なる作品で選出されて優秀賞を複数受賞することもある。賞の選出は第17回までは作品ではなく俳優で選出していたため、最優秀賞も複数作選出されることがあったが、第18回以降は対象作品での選考となった。

## 受賞作品の一覧
以下は 最優秀賞受賞者 と 優秀賞受賞者 の一覧である。

### 1970年代
| 年               | 女優       | 作品名                 | 役名       | 脚注  |
| ---------------- | ---------- | ---------------------- | ---------- | ----- |
| 1977年 （第1回） | 岩下志麻   | はなれ瞽女おりん       | おりん     | [ 4 ] |
| 1977年 （第1回） | 秋吉久美子 | 姿三四郎               | 村井乙美   | [ 4 ] |
| 1977年 （第1回） | 秋吉久美子 | 八甲田山               | 滝口さわ   | [ 4 ] |
| 1977年 （第1回） | 秋吉久美子 | 突然、嵐のように       | 小林由紀   | [ 4 ] |
| 1977年 （第1回） | 岸惠子     | 悪魔の手毬唄           | 青池リカ   | [ 4 ] |
| 1977年 （第1回） | 倍賞千恵子 | 男はつらいよシリーズ   | 諏訪さくら | [ 4 ] |
| 1977年 （第1回） | 倍賞千恵子 | 幸福の黄色いハンカチ   | 島光枝     | [ 4 ] |
| 1977年 （第1回） | 山口百恵   | 霧の旗                 | 柳田桐子   | [ 4 ] |
| 1977年 （第1回） | 山口百恵   | 春琴抄                 | お琴       | [ 4 ] |
| 1977年 （第1回） | 山口百恵   | 泥だらけの純情         | 樺島真美   | [ 4 ] |
| 1978年 （第2回） | 大竹しのぶ | 事件                   | 坂井ヨシ子 | [ 5 ] |
| 1978年 （第2回） | 梶芽衣子   | 曾根崎心中             | 天満屋お初 | [ 5 ] |
| 1978年 （第2回） | 谷ナオミ   | 薔薇の肉体             | 寺田律子   | [ 5 ] |
| 1978年 （第2回） | 松坂慶子   | 事件                   | 坂井ハツ子 | [ 5 ] |
| 1978年 （第2回） | 吉行和子   | 愛の亡霊               | 塚田せき   | [ 5 ] |
| 1979年 （第3回） | 桃井かおり | 神様のくれた赤ん坊     | 森崎小夜子 | [ 6 ] |
| 1979年 （第3回） | 桃井かおり | もう頬づえはつかない   | まり子     | [ 6 ] |
| 1979年 （第3回） | 大竹しのぶ | あゝ野麦峠             | 政井みね   | [ 6 ] |
| 1979年 （第3回） | 高峰秀子   | 衝動殺人 息子よ        | 川瀬雪枝   | [ 6 ] |
| 1979年 （第3回） | 松坂慶子   | 配達されない三通の手紙 | 藤村智子   | [ 6 ] |
| 1979年 （第3回） | 宮下順子   | 赫い髪の女             | 赫い髪の女 | [ 6 ] |

### 1980年代
| 年                | 女優         | 作品名                                         | 役名                      | 脚注   |
| ----------------- | ------------ | ---------------------------------------------- | ------------------------- | ------ |
| 1980年 （第4回）  | 倍賞千恵子   | 遙かなる山の呼び声                             | 風見民子                  | [ 7 ]  |
| 1980年 （第4回）  | 倍賞千恵子   | 男はつらいよ 寅次郎ハイビスカスの花            | さくら                    | [ 7 ]  |
| 1980年 （第4回）  | 大谷直子     | ツィゴイネルワイゼン                           | 中砂園/小稲               | [ 7 ]  |
| 1980年 （第4回）  | 烏丸せつこ   | 四季・奈津子                                   | 奈津子                    | [ 7 ]  |
| 1980年 （第4回）  | 松坂慶子     | 五番町夕霧楼                                   | 片桐夕子                  | [ 7 ]  |
| 1980年 （第4回）  | 松坂慶子     | わるいやつら                                   | 槙村隆子                  | [ 7 ]  |
| 1980年 （第4回）  | 吉永小百合   | 動乱                                           | 溝口薫                    | [ 7 ]  |
| 1981年 （第5回）  | 松坂慶子     | 青春の門                                       | 伊吹タエ                  | [ 8 ]  |
| 1981年 （第5回）  | 松坂慶子     | 男はつらいよ 浪花の恋の寅次郎                  | 浜田ふみ/夢の竜宮城乙姫様 | [ 8 ]  |
| 1981年 （第5回）  | 石田えり     | 遠雷                                           | 花村あや子                | [ 8 ]  |
| 1981年 （第5回）  | 岩下志麻     | 悪霊島                                         | 巴御寮人/ふぶき           | [ 8 ]  |
| 1981年 （第5回）  | 倍賞千恵子   | 駅 STATION                                     | 柳田桐子                  | [ 8 ]  |
| 1981年 （第5回）  | 桃井かおり   | ええじゃないか                                 | イネ                      | [ 8 ]  |
| 1982年 （第6回）  | 松坂慶子     | 蒲田行進曲                                     | 小夏 (水原小夏)           | [ 9 ]  |
| 1982年 （第6回）  | 松坂慶子     | 道頓堀川                                       | まち子                    | [ 9 ]  |
| 1982年 （第6回）  | いしだあゆみ | 野獣刑事                                       | 山根恵子                  | [ 9 ]  |
| 1982年 （第6回）  | いしだあゆみ | 男はつらいよ 寅次郎あじさいの恋                | かがり                    | [ 9 ]  |
| 1982年 （第6回）  | 田中裕子     | ザ・レイプ                                     | 矢萩路子                  | [ 9 ]  |
| 1982年 （第6回）  | 夏目雅子     | 鬼龍院花子の生涯                               | 松恵                      | [ 9 ]  |
| 1982年 （第6回）  | 桃井かおり   | 疑惑                                           | 白河 (鬼塚) 球磨子        | [ 9 ]  |
| 1982年 （第6回）  | 桃井かおり   | 青春の門 自立篇                                | カオル                    | [ 9 ]  |
| 1983年 （第7回）  | 小柳ルミ子   | 白蛇抄                                         | 石立うた                  | [ 10 ] |
| 1983年 （第7回）  | 池上季実子   | 陽暉楼                                         | 太田房子 (桃若)           | [ 10 ] |
| 1983年 （第7回）  | 坂本スミ子   | 楢山節考                                       | おりん                    | [ 10 ] |
| 1983年 （第7回）  | 田中裕子     | 天城越え                                       | 大塚ハナ                  | [ 10 ] |
| 1983年 （第7回）  | 田中裕子     | 男はつらいよ 花も嵐も寅次郎                    | 小川螢子                  | [ 10 ] |
| 1983年 （第7回）  | 夏目雅子     | 魚影の群れ                                     | 小浜トキ子                | [ 10 ] |
| 1983年 （第7回）  | 夏目雅子     | 時代屋の女房                                   | 真弓/美郷                 | [ 10 ] |
| 1984年 （第8回）  | 吉永小百合   | おはん                                         | おはん                    | [ 11 ] |
| 1984年 （第8回）  | 吉永小百合   | 天国の駅 HEAVEN STATION                        | 林葉かよ                  | [ 11 ] |
| 1984年 （第8回）  | 夏目雅子     | 瀬戸内少年野球団                               | 中井駒子                  | [ 11 ] |
| 1984年 （第8回）  | 藤谷美和子   | 海燕ジョーの奇跡                               | 陽子                      | [ 11 ] |
| 1984年 （第8回）  | 藤谷美和子   | 地平線                                         | 藤木秀代 (20代〜30代)     | [ 11 ] |
| 1984年 （第8回）  | 松坂慶子     | 化粧                                           | 蔦乃頼子                  | [ 11 ] |
| 1984年 （第8回）  | 松坂慶子     | 上海バンスキング                               | 波多野まどか              | [ 11 ] |
| 1984年 （第8回）  | 宮本信子     | お葬式                                         | 雨宮千鶴子                | [ 11 ] |
| 1985年 （第9回）  | 倍賞美津子   | 生きてるうちが花なのよ死んだらそれまでよ党宣言 | バーバラ                  | [ 12 ] |
| 1985年 （第9回）  | 倍賞美津子   | 恋文                                           | 竹原郷子                  | [ 12 ] |
| 1985年 （第9回）  | 倍賞美津子   | 友よ、静かに瞑れ                               | 赤井志摩                  | [ 12 ] |
| 1985年 （第9回）  | 岩下志麻     | 食卓のない家                                   | 中原喜和                  | [ 12 ] |
| 1985年 （第9回）  | 岩下志麻     | 聖女伝説                                       | 市川多恵子                | [ 12 ] |
| 1985年 （第9回）  | 岩下志麻     | 魔の刻                                         | 水尾涼子                  | [ 12 ] |
| 1985年 （第9回）  | 十朱幸代     | 櫂                                             | 富田喜和                  | [ 12 ] |
| 1985年 （第9回）  | 十朱幸代     | 花いちもんめ                                   | 鷹野桂子                  | [ 12 ] |
| 1985年 （第9回）  | 薬師丸ひろ子 | Wの悲劇                                        | 三田静香                  | [ 12 ] |
| 1985年 （第9回）  | 吉永小百合   | 夢千代日記                                     | 夢千代 (永井左千子)       | [ 12 ] |
| 1986年 （第10回） | いしだあゆみ | 火宅の人                                       | ヨリ子                    | [ 13 ] |
| 1986年 （第10回） | いしだあゆみ | 時計 Adieu l'Hiver                             | 早見令子                  | [ 13 ] |
| 1986年 （第10回） | 浅丘ルリ子   | 鹿鳴館                                         | 影山伯爵夫人朝子          | [ 13 ] |
| 1986年 （第10回） | 岩下志麻     | 極道の妻たち                                   | 粟津環                    | [ 13 ] |
| 1986年 （第10回） | 岩下志麻     | 鑓の権三                                       | おさゐ                    | [ 13 ] |
| 1986年 （第10回） | 倍賞千恵子   | 植村直己物語                                   | 植村公子                  | [ 13 ] |
| 1986年 （第10回） | 倍賞千恵子   | 旅路 村でいちばんの首吊りの木                  | 寺岡美佐子                | [ 13 ] |
| 1986年 （第10回） | 倍賞千恵子   | 離婚しない女                                   | 山川美代子                | [ 13 ] |
| 1986年 （第10回） | 松坂慶子     | 火宅の人                                       | 葉子                      | [ 13 ] |
| 1986年 （第10回） | 松坂慶子     | 波光きらめく果て                               | 河村羽季子                | [ 13 ] |
| 1987年 （第11回） | 宮本信子     | マルサの女                                     | 板倉亮子                  | [ 14 ] |
| 1987年 （第11回） | 斉藤由貴     | 恋する女たち                                   | 吉岡多佳子                | [ 14 ] |
| 1987年 （第11回） | 斉藤由貴     | トットチャンネル                               | 柴柳徹子                  | [ 14 ] |
| 1987年 （第11回） | 十朱幸代     | 極道の妻たちII                                 | 重宗遊紀                  | [ 14 ] |
| 1987年 （第11回） | 十朱幸代     | 螢川                                           | 水島千代                  | [ 14 ] |
| 1987年 （第11回） | 十朱幸代     | 夜汽車                                         | 岡崎露子                  | [ 14 ] |
| 1987年 （第11回） | 三田佳子     | 別れぬ理由                                     | 速水房子                  | [ 14 ] |
| 1987年 （第11回） | 吉永小百合   | 映画女優                                       | 田中絹代                  | [ 14 ] |
| 1988年 （第12回） | 吉永小百合   | つる -鶴-                                      | つる                      | [ 15 ] |
| 1988年 （第12回） | 吉永小百合   | 華の乱                                         | 与謝野晶子                | [ 15 ] |
| 1988年 （第12回） | 斉藤由貴     | 「さよなら」の女たち                           | 安達郁子                  | [ 15 ] |
| 1988年 （第12回） | 斉藤由貴     | 優駿 ORACIÓN                                   | 和具久美子                | [ 15 ] |
| 1988年 （第12回） | 松坂慶子     | 女咲かせます                                   | 石山豊代                  | [ 15 ] |
| 1988年 （第12回） | 松坂慶子     | 椿姫                                           | 小雪                      | [ 15 ] |
| 1988年 （第12回） | 宮本信子     | マルサの女2                                    | 板倉亮子                  | [ 15 ] |
| 1988年 （第12回） | 安田成美     | バカヤロー! 私、怒ってます                     | 軽間佐恵                  | [ 15 ] |
| 1988年 （第12回） | 安田成美     | マリリンに逢いたい                             | 久保田皆美                | [ 15 ] |
| 1989年 （第13回） | 田中好子     | 黒い雨                                         | 高丸矢須子                | [ 16 ] |
| 1989年 （第13回） | 古手川祐子   | 花の降る午後                                   | 甲斐典子                  | [ 16 ] |
| 1989年 （第13回） | 十朱幸代     | 社葬                                           | 稲積吉乃                  | [ 16 ] |
| 1989年 （第13回） | 十朱幸代     | ハラスのいた日々                               | 徳田晶子                  | [ 16 ] |
| 1989年 （第13回） | 富司純子     | あ・うん                                       | 水田たみ                  | [ 16 ] |
| 1989年 （第13回） | 三田佳子     | 男はつらいよ 寅次郎サラダ記念日                | 原田真知子                | [ 16 ] |
| 1989年 （第13回） | 三田佳子     | 極道の妻たち 三代目姐                          | 坂西葉月                  | [ 16 ] |
| 1989年 （第13回） | 三田佳子     | 利休                                           | りき                      | [ 16 ] |

### 1990年代
| 年                | 女優           | 作品名                    | 役名                           | 脚注   |
| ----------------- | -------------- | ------------------------- | ------------------------------ | ------ |
| 1990年 （第14回） | 松坂慶子       | 死の棘                    | ミホ                           | [ 17 ] |
| 1990年 （第14回） | 岩下志麻       | 極道の妻たち 最後の戦い   | 瀬上芙有                       | [ 17 ] |
| 1990年 （第14回） | 岩下志麻       | 少年時代                  | 風間静江                       | [ 17 ] |
| 1990年 （第14回） | 佐久間良子     | 遺産相続                  | 庄司喜久恵                     | [ 17 ] |
| 1990年 （第14回） | 牧瀬里穂       | つぐみ                    | つぐみ                         | [ 17 ] |
| 1990年 （第14回） | 牧瀬里穂       | 東京上空いらっしゃいませ  | 神谷ユウ                       | [ 17 ] |
| 1990年 （第14回） | 宮本信子       | あげまん                  | ナヨコ                         | [ 17 ] |
| 1991年 （第15回） | 北林谷栄       | 大誘拐 RAINBOW KIDS       | 柳川とし子                     | [ 18 ] |
| 1991年 （第15回） | 岩下志麻       | 新極道の妻たち            | 藤波加奈江                     | [ 18 ] |
| 1991年 （第15回） | 工藤夕貴       | 戦争と青春                | 花房ゆかり/花房咲子 (少女時代) | [ 18 ] |
| 1991年 （第15回） | 樋口可南子     | 陽炎                      | 城島りん                       | [ 18 ] |
| 1991年 （第15回） | 樋口可南子     | 四万十川                  | 山本スミ                       | [ 18 ] |
| 1991年 （第15回） | 村瀬幸子       | 八月の狂詩曲              | 鉦おばあちゃん                 | [ 18 ] |
| 1992年 （第16回） | 三田佳子       | 遠き落日                  | 野口シカ                       | [ 19 ] |
| 1992年 （第16回） | 大竹しのぶ     | 死んでもいい              | 土屋名美                       | [ 19 ] |
| 1992年 （第16回） | 大竹しのぶ     | 復活の朝                  | 清原レイ                       | [ 19 ] |
| 1992年 （第16回） | 大竹しのぶ     | 夜逃げ屋本舗              | 秋川芙美子                     | [ 19 ] |
| 1992年 （第16回） | 南野陽子       | 寒椿                      | 牡丹 (貞子)                    | [ 19 ] |
| 1992年 （第16回） | 南野陽子       | 私を抱いてそしてキスして  | 合田圭子                       | [ 19 ] |
| 1992年 （第16回） | 宮本信子       | ミンボーの女              | 井上まひる                     | [ 19 ] |
| 1992年 （第16回） | 吉永小百合     | 外科室                    | 貴船伯爵夫人                   | [ 19 ] |
| 1992年 （第16回） | 吉永小百合     | 天国の大罪                | 衣畑遼子                       | [ 19 ] |
| 1993年 （第17回） | 和久井映見     | 虹の橋                    | 千代                           | [ 20 ] |
| 1993年 （第17回） | 岩下志麻       | 新極道の妻たち 覚悟しいや | 野木安積                       | [ 20 ] |
| 1993年 （第17回） | 吉永小百合     | 夢の女                    | お浪 (花魁楓)                  | [ 20 ] |
| 1993年 （第17回） | ルビー・モレノ | 月はどっちに出ている      | コニー                         | [ 20 ] |
| 1993年 （第17回） | 鷲尾いさ子     | わが愛の譜 滝廉太郎物語   | 中野ユキ                       | [ 20 ] |
| 1994年 （第18回） | 高岡早紀       | 忠臣蔵外伝 四谷怪談       | お岩                           | [ 21 ] |
| 1994年 （第18回） | 安達祐実       | 家なき子                  | 相沢すず                       | [ 21 ] |
| 1994年 （第18回） | かたせ梨乃     | 東雲楼 女の乱             | 鶴                             | [ 21 ] |
| 1994年 （第18回） | 山口智子       | 居酒屋ゆうれい            | 里子                           | [ 21 ] |
| 1994年 （第18回） | 吉永小百合     | 女ざかり                  | 南弓子                         | [ 21 ] |
| 1995年 （第19回） | 浅野ゆう子     | 藏                        | 佐野佐穂                       | [ 22 ] |
| 1995年 （第19回） | 秋吉久美子     | 深い河                    | 美津子                         | [ 22 ] |
| 1995年 （第19回） | 沢口靖子       | ひめゆりの塔              | 宮城千代子                     | [ 22 ] |
| 1995年 （第19回） | 十朱幸代       | 日本一短い「母」への手紙  | 水島多恵                       | [ 22 ] |
| 1995年 （第19回） | 羽田美智子     | 人でなしの恋              | 門野京子                       | [ 22 ] |
| 1996年 （第20回） | 草刈民代       | Shall we ダンス?          | 岸川舞                         | [ 23 ] |
| 1996年 （第20回） | いしだあゆみ   | 学校II                    | 北川玲子                       | [ 23 ] |
| 1996年 （第20回） | Chara          | スワロウテイル            | グリコ                         | [ 23 ] |
| 1996年 （第20回） | 深津絵里       | (ハル)                    | 藤間美津江 (ほし)              | [ 23 ] |
| 1996年 （第20回） | 宮本信子       | スーパーの女              | 井上花子                       | [ 23 ] |
| 1997年 （第21回） | 黒木瞳         | 失楽園                    | 松原凛子                       | [ 24 ] |
| 1997年 （第21回） | 清水美砂       | うなぎ                    | 服部桂子                       | [ 24 ] |
| 1997年 （第21回） | 鈴木京香       | ラヂオの時間              | 鈴木みやこ                     | [ 24 ] |
| 1997年 （第21回） | 中山美穂       | 東京日和                  | 島津ヨーコ                     | [ 24 ] |
| 1997年 （第21回） | 宮本信子       | マルタイの女              | 磯野ビワコ                     | [ 24 ] |
| 1998年 （第22回） | 原田美枝子     | 愛を乞うひと              | 山岡照恵                       | [ 25 ] |
| 1998年 （第22回） | 大竹しのぶ     | 学校III                   | 小島紗和子                     | [ 25 ] |
| 1998年 （第22回） | 岸本加世子     | HANA-BI                   | 西美幸                         | [ 25 ] |
| 1998年 （第22回） | 松嶋菜々子     | リング                    | 浅川玲子                       | [ 25 ] |
| 1998年 （第22回） | 吉永小百合     | 時雨の記                  | 堀川多江                       | [ 25 ] |
| 1999年 （第23回） | 大竹しのぶ     | 鉄道員                    | 佐藤静枝                       | [ 26 ] |
| 1999年 （第23回） | 大竹しのぶ     | 黒い家                    | 菰田幸子                       | [ 26 ] |
| 1999年 （第23回） | 鈴木京香       | 39 刑法第三十九条         | 小川香深                       | [ 26 ] |
| 1999年 （第23回） | 広末涼子       | 秘密                      | 杉田藻奈美/杉田直子            | [ 26 ] |
| 1999年 （第23回） | 室井滋         | のど自慢                  | 赤城麗子 (藤本鈴子)            | [ 26 ] |

### 2000年代
| 年                | 女優       | 作品名                                      | 役名                  | 脚注   |
| ----------------- | ---------- | ------------------------------------------- | --------------------- | ------ |
| 2000年 （第24回） | 吉永小百合 | 長崎ぶらぶら節                              | 愛八 (松尾サダ)       | [ 27 ] |
| 2000年 （第24回） | 田中麗奈   | はつ恋                                      | 会田聡夏              | [ 27 ] |
| 2000年 （第24回） | 松嶋菜々子 | ホワイトアウト                              | 平川千晶              | [ 27 ] |
| 2000年 （第24回） | 宮崎美子   | 雨あがる                                    | 三沢たよ              | [ 27 ] |
| 2000年 （第24回） | 森光子     | 川の流れのように                            | 春日咲子 (広沢百合子) | [ 27 ] |
| 2001年 （第25回） | 岸惠子     | かあちゃん                                  | おかつ                | [ 28 ] |
| 2001年 （第25回） | 小泉今日子 | 風花                                        | 冨田ゆり子 (レモン)   | [ 28 ] |
| 2001年 （第25回） | 田中裕子   | ホタル                                      | 山岡知子              | [ 28 ] |
| 2001年 （第25回） | 安田成美   | 大河の一滴                                  | 小椋雪子              | [ 28 ] |
| 2001年 （第25回） | 吉永小百合 | 千年の恋 ひかる源氏物語                     | 紫式部                | [ 28 ] |
| 2002年 （第26回） | 宮沢りえ   | たそがれ清兵衛                              | 飯沼朋江              | [ 29 ] |
| 2002年 （第26回） | 江角マキコ | 命                                          | 柳美里                | [ 29 ] |
| 2002年 （第26回） | 鈴木京香   | 竜馬の妻とその夫と愛人                      | おりょう              | [ 29 ] |
| 2002年 （第26回） | 原田美枝子 | OUT                                         | 香取雅子              | [ 29 ] |
| 2002年 （第26回） | 樋口可南子 | 阿弥陀堂だより                              | 上田美智子            | [ 29 ] |
| 2003年 （第27回） | 寺島しのぶ | 赤目四十八瀧心中未遂                        | 綾                    | [ 30 ] |
| 2003年 （第27回） | 上戸彩     | あずみ                                      | あずみ                | [ 30 ] |
| 2003年 （第27回） | 大竹しのぶ | 阿修羅のごとく                              | 三田村綱子            | [ 30 ] |
| 2003年 （第27回） | 竹内結子   | 黄泉がえり                                  | 橘葵                  | [ 30 ] |
| 2003年 （第27回） | 観月ありさ | ぼくんち                                    | かの子                | [ 30 ] |
| 2004年 （第28回） | 鈴木京香   | 血と骨                                      | 李英姫                | [ 31 ] |
| 2004年 （第28回） | 竹内結子   | いま、会いにゆきます                        | 秋穂澪                | [ 31 ] |
| 2004年 （第28回） | 常盤貴子   | 赤い月                                      | 森田波子              | [ 31 ] |
| 2004年 （第28回） | 深田恭子   | 下妻物語                                    | 竜ヶ崎桃子            | [ 31 ] |
| 2004年 （第28回） | 松たか子   | 隠し剣 鬼の爪                               | きえ                  | [ 31 ] |
| 2005年 （第29回） | 吉永小百合 | 北の零年                                    | 小松原志乃            | [ 32 ] |
| 2005年 （第29回） | 木村佳乃   | 蝉しぐれ                                    | ふく                  | [ 32 ] |
| 2005年 （第29回） | 小雪       | ALWAYS 三丁目の夕日                         | 石崎ヒロミ            | [ 32 ] |
| 2005年 （第29回） | 竹内結子   | 春の雪                                      | 綾倉聡子              | [ 32 ] |
| 2005年 （第29回） | 中島美嘉   | NANA                                        | 大崎ナナ              | [ 32 ] |
| 2006年 （第30回） | 中谷美紀   | 嫌われ松子の一生                            | 川尻松子              | [ 33 ] |
| 2006年 （第30回） | 檀れい     | 武士の一分                                  | 三村加世              | [ 33 ] |
| 2006年 （第30回） | 長澤まさみ | 涙そうそう                                  | 新垣カオル            | [ 33 ] |
| 2006年 （第30回） | 樋口可南子 | 明日の記憶                                  | 佐伯枝実子            | [ 33 ] |
| 2006年 （第30回） | 松雪泰子   | フラガール                                  | 平山まどか            | [ 33 ] |
| 2007年 （第31回） | 樹木希林   | 東京タワー 〜オカンとボクと、時々、オトン〜 | オカン                | [ 34 ] |
| 2007年 （第31回） | 寺島しのぶ | 愛の流刑地                                  | 入江冬香              | [ 34 ] |
| 2007年 （第31回） | 中谷美紀   | 自虐の詩                                    | 森田幸江              | [ 34 ] |
| 2007年 （第31回） | 仲間由紀恵 | 大奥                                        | 絵島                  | [ 34 ] |
| 2007年 （第31回） | 宮沢りえ   | オリヲン座からの招待状                      | 豊田トヨ              | [ 34 ] |
| 2008年 （第32回） | 木村多江   | ぐるりのこと。                              | 佐藤翔子              | [ 35 ] |
| 2008年 （第32回） | 仲間由紀恵 | 私は貝になりたい                            | 清水房江              | [ 35 ] |
| 2008年 （第32回） | 広末涼子   | おくりびと                                  | 小林美香              | [ 35 ] |
| 2008年 （第32回） | 吉永小百合 | 母べえ                                      | 野上佳代              | [ 35 ] |
| 2008年 （第32回） | 吉永小百合 | まぼろしの邪馬台国                          | 宮崎和子/卑弥呼       | [ 35 ] |
| 2009年 （第33回） | 松たか子   | ヴィヨンの妻 〜桜桃とタンポポ〜             | 佐知                  | [ 36 ] |
| 2009年 （第33回） | 綾瀬はるか | おっぱいバレー                              | 寺嶋美香子            | [ 36 ] |
| 2009年 （第33回） | 広末涼子   | ゼロの焦点                                  | 鵜原禎子              | [ 36 ] |
| 2009年 （第33回） | ペ・ドゥナ | 空気人形                                    | のぞみ                | [ 36 ] |
| 2009年 （第33回） | 宮崎あおい | 少年メリケンサック                          | 栗田かんな            | [ 36 ] |

### 2010年代
| 年                | 女優             | 作品名                       | 役名              | 脚注   |
| ----------------- | ---------------- | ---------------------------- | ----------------- | ------ |
| 2010年 （第34回） | 深津絵里         | 悪人                         | 馬込光代          | [ 37 ] |
| 2010年 （第34回） | 寺島しのぶ       | キャタピラー                 | 黒川シゲ子        | [ 37 ] |
| 2010年 （第34回） | 松たか子         | 告白                         | 森口悠子          | [ 37 ] |
| 2010年 （第34回） | 薬師丸ひろ子     | 今度は愛妻家                 | 北見さくら        | [ 37 ] |
| 2010年 （第34回） | 吉永小百合       | おとうと                     | 高野吟子          | [ 37 ] |
| 2011年 （第35回） | 井上真央         | 八日目の蟬                   | 秋山恵理菜        | [ 38 ] |
| 2011年 （第35回） | 長澤まさみ       | モテキ                       | 松尾みゆき        | [ 38 ] |
| 2011年 （第35回） | 中谷美紀         | 阪急電車 片道15分の奇跡      | 高瀬翔子          | [ 38 ] |
| 2011年 （第35回） | 深津絵里         | ステキな金縛り               | 宝生エミ          | [ 38 ] |
| 2011年 （第35回） | 宮崎あおい       | ツレがうつになりまして。     | 髙崎晴子          | [ 38 ] |
| 2012年 （第36回） | 樹木希林         | わが母の記                   | 八重              | [ 39 ] |
| 2012年 （第36回） | 草刈民代         | 終の信託                     | 折井綾乃          | [ 39 ] |
| 2012年 （第36回） | 沢尻エリカ       | ヘルタースケルター           | りりこ            | [ 39 ] |
| 2012年 （第36回） | 松たか子         | 夢売るふたり                 | 市澤里子          | [ 39 ] |
| 2012年 （第36回） | 吉永小百合       | 北のカナリアたち             | 川島はる          | [ 39 ] |
| 2013年 （第37回） | 真木よう子       | さよなら渓谷                 | 尾崎かなこ        | [ 40 ] |
| 2013年 （第37回） | 上戸彩           | 武士の献立                   | 舟木春            | [ 40 ] |
| 2013年 （第37回） | 尾野真千子       | そして父になる               | 野々宮みどり      | [ 40 ] |
| 2013年 （第37回） | 宮崎あおい       | 舟を編む                     | 林香具矢          | [ 40 ] |
| 2013年 （第37回） | 吉行和子         | 東京家族                     | 平山とみこ        | [ 40 ] |
| 2014年 （第38回） | 宮沢りえ         | 紙の月                       | 梅澤梨花          | [ 41 ] |
| 2014年 （第38回） | 安藤サクラ       | 0.5ミリ                      | 山岸サワ          | [ 41 ] |
| 2014年 （第38回） | 池脇千鶴         | そこのみにて光輝く           | 大城千夏          | [ 41 ] |
| 2014年 （第38回） | 井上真央         | 白ゆき姫殺人事件             | 城野美姫          | [ 41 ] |
| 2014年 （第38回） | 二階堂ふみ       | 私の男                       | 腐野花            | [ 41 ] |
| 2014年 （第38回） | 吉永小百合       | ふしぎな岬の物語             | 柏木悦子          | [ 41 ] |
| 2015年 （第39回） | 安藤サクラ       | 百円の恋                     | 斎藤一子          | [ 42 ] |
| 2015年 （第39回） | 綾瀬はるか       | 海街diary                    | 香田幸            | [ 42 ] |
| 2015年 （第39回） | 有村架純         | 映画 ビリギャル              | 工藤さやか        | [ 42 ] |
| 2015年 （第39回） | 樹木希林         | あん                         | 吉井徳江          | [ 42 ] |
| 2015年 （第39回） | 吉永小百合       | 母と暮せば                   | 福原伸子          | [ 42 ] |
| 2016年 （第40回） | 宮沢りえ         | 湯を沸かすほどの熱い愛       | 幸野双葉          | [ 43 ] |
| 2016年 （第40回） | 大竹しのぶ       | 後妻業の女                   | 武内小夜子        | [ 43 ] |
| 2016年 （第40回） | 黒木華           | リップヴァンウィンクルの花嫁 | 皆川七海          | [ 43 ] |
| 2016年 （第40回） | 広瀬すず         | ちはやふる -上の句-          | 綾瀬千早          | [ 43 ] |
| 2016年 （第40回） | 宮崎あおい       | 怒り                         | 槙愛子            | [ 43 ] |
| 2017年 （第41回） | 蒼井優           | 彼女がその名を知らない鳥たち | 北原十和子        | [ 44 ] |
| 2017年 （第41回） | 新垣結衣         | ミックス。                   | 富田多満子        | [ 44 ] |
| 2017年 （第41回） | 土屋太鳳         | 8年越しの花嫁 奇跡の実話     | 中原麻衣          | [ 44 ] |
| 2017年 （第41回） | 長澤まさみ       | 散歩する侵略者               | 加瀬鳴海          | [ 44 ] |
| 2017年 （第41回） | 吉高由里子       | ユリゴコロ                   | 美紗子            | [ 44 ] |
| 2018年 （第42回） | 安藤サクラ       | 万引き家族                   | 柴田信代          | [ 45 ] |
| 2018年 （第42回） | 黒木華           | 日日是好日                   | 典子              | [ 45 ] |
| 2018年 （第42回） | 篠原涼子         | 人魚の眠る家                 | 播磨薫子          | [ 45 ] |
| 2018年 （第42回） | 松岡茉優         | 勝手にふるえてろ             | 江藤良香 (ヨシカ) | [ 45 ] |
| 2018年 （第42回） | 吉永小百合       | 北の桜守                     | 江蓮てつ          | [ 45 ] |
| 2019年 （第43回） | シム・ウンギョン | 新聞記者                     | 吉岡エリカ        | [ 46 ] |
| 2019年 （第43回） | 二階堂ふみ       | 翔んで埼玉                   | 壇ノ浦百美        | [ 46 ] |
| 2019年 （第43回） | 松岡茉優         | 蜜蜂と遠雷                   | 栄伝亜夜          | [ 46 ] |
| 2019年 （第43回） | 宮沢りえ         | 人間失格 太宰治と3人の女たち | 津島美知子        | [ 46 ] |
| 2019年 （第43回） | 吉永小百合       | 最高の人生の見つけ方         | 北原幸枝          | [ 46 ] |

### 2020年代
| 年                | 女優       | 作品名                            | 役名       | 脚注   |
| ----------------- | ---------- | --------------------------------- | ---------- | ------ |
| 2020年 （第44回） | 長澤まさみ | MOTHER マザー                     | 三隅秋子   | [ 47 ] |
| 2020年 （第44回） | 小松菜奈   | 糸                                | 園田葵     | [ 47 ] |
| 2020年 （第44回） | 永作博美   | 朝が来る                          | 栗原佐都子 | [ 47 ] |
| 2020年 （第44回） | 長澤まさみ | コンフィデンスマンJP プリンセス編 | ダー子     | [ 47 ] |
| 2020年 （第44回） | 倍賞千恵子 | 男はつらいよ お帰り 寅さん        | 諏訪さくら | [ 47 ] |
| 2020年 （第44回） | 広瀬すず   | 一度死んでみた                    | 野畑七瀬   | [ 47 ] |
| 2021年 （第45回） | 有村架純   | 花束みたいな恋をした              | 八谷絹     | [ 48 ] |
| 2021年 （第45回） | 天海祐希   | 老後の資金がありません!           | 後藤篤子   | [ 48 ] |
| 2021年 （第45回） | 永野芽郁   | そして、バトンは渡された          | 森宮優子   | [ 48 ] |
| 2021年 （第45回） | 松岡茉優   | 騙し絵の牙                        | 高野恵     | [ 48 ] |
| 2021年 （第45回） | 吉永小百合 | いのちの停車場                    | 白石咲和子 | [ 48 ] |
| 2022年 （第46回） | 岸井ゆきの | ケイコ 目を澄ませて               | 小河ケイコ | [ 49 ] |
| 2022年 （第46回） | のん       | さかなのこ                        | ミー坊     | [ 49 ] |
| 2022年 （第46回） | 倍賞千恵子 | PLAN 75                           | 角谷ミチ   | [ 49 ] |
| 2022年 （第46回） | 広瀬すず   | 流浪の月                          | 家内更紗   | [ 49 ] |
| 2022年 （第46回） | 吉岡里帆   | ハケンアニメ!                     | 斎藤瞳     | [ 49 ] |
| 2023年 （第47回） | 安藤サクラ | 怪物                              | 麦野早織   | [ 50 ] |
| 2023年 （第47回） | 綾瀬はるか | リボルバー・リリー                | 小曾根百合 | [ 50 ] |
| 2023年 （第47回） | 杉咲花     | 市子                              | 川辺市子   | [ 50 ] |
| 2023年 （第47回） | 浜辺美波   | ゴジラ-1.0                        | 大石典子   | [ 50 ] |
| 2023年 （第47回） | 吉永小百合 | こんにちは、母さん                | 神崎福江   | [ 50 ] |
| 2024年 （第48回） | 河合優実   | あんのこと                        | 香川杏     | [ 51 ] |
| 2024年 （第48回） | 石原さとみ | ミッシング                        | 沙織里     | [ 51 ] |
| 2024年 （第48回） | 上白石萌音 | 夜明けのすべて                    | 藤沢美紗   | [ 51 ] |
| 2024年 （第48回） | 草笛光子   | 九十歳。何がめでたい              | 佐藤愛子   | [ 51 ] |
| 2024年 （第48回） | 満島ひかり | ラストマイル                      | 舟渡エレナ | [ 51 ] |

## 記録

### 複数回受賞した主演女優
| 受賞回数 | 主演女優   |
| -------- | ---------- |
| 4        | 吉永小百合 |
| 3        | 松坂慶子   |
| 3        | 宮沢りえ   |
| 3        | 安藤サクラ |
| 2        | 大竹しのぶ |
| 2        | 樹木希林   |

| 順位 | 女優         | 優秀賞受賞回数 | 最優秀賞受賞回数 |
| ---- | ------------ | -------------- | ---------------- |
| 1    | 吉永小百合   | 20             | 4                |
| 2    | 松坂慶子     | 9              | 3                |
| 3    | 大竹しのぶ   | 7              | 2                |
| 3    | 岩下志麻     | 7              | 1                |
| 3    | 宮本信子     | 7              | 1                |
| 4    | 倍賞千恵子   | 6              | 1                |
| 5    | 宮沢りえ     | 5              | 3                |
| 6    | 安藤サクラ   | 4              | 3                |
| 6    | 鈴木京香     | 4              | 1                |
| 6    | 松たか子     | 4              | 1                |
| 6    | 長澤まさみ   | 4              | 1                |
| 6    | 十朱幸代     | 4              | 0                |
| 6    | 宮崎あおい   | 4              | 0                |
| 7    | 樹木希林     | 3              | 2                |
| 7    | 桃井かおり   | 3              | 1                |
| 7    | 三田佳子     | 3              | 1                |
| 7    | 深津絵里     | 3              | 1                |
| 7    | 寺島しのぶ   | 3              | 1                |
| 7    | 中谷美紀     | 3              | 1                |
| 7    | 田中裕子     | 3              | 0                |
| 7    | 夏目雅子     | 3              | 0                |
| 7    | 樋口可南子   | 3              | 0                |
| 7    | 広末涼子     | 3              | 0                |
| 7    | 竹内結子     | 3              | 0                |
| 7    | 綾瀬はるか   | 3              | 0                |
| 7    | 広瀬すず     | 3              | 0                |
| 7    | 松岡茉優     | 3              | 0                |
| 8    | 岸惠子       | 2              | 1                |
| 8    | いしだあゆみ | 2              | 1                |
| 8    | 草刈民代     | 2              | 1                |
| 8    | 原田美枝子   | 2              | 1                |
| 8    | 井上真央     | 2              | 1                |
| 8    | 有村架純     | 2              | 1                |
| 8    | 秋吉久美子   | 2              | 0                |
| 8    | 吉行和子     | 2              | 0                |
| 8    | 薬師丸ひろ子 | 2              | 0                |
| 8    | 斉藤由貴     | 2              | 0                |
| 8    | 安田成美     | 2              | 0                |
| 8    | 松嶋菜々子   | 2              | 0                |
| 8    | 上戸彩       | 2              | 0                |
| 8    | 仲間由紀恵   | 2              | 0                |
| 8    | 二階堂ふみ   | 2              | 0                |
| 8    | 黒木華       | 2              | 0                |

### 最年長・最年少の受賞者
| 記録                 | 主演女優   | 作品                 | 年齢 |
| -------------------- | ---------- | -------------------- | ---- |
| 最年長最優秀賞受賞者 | 北林谷栄   | 大誘拐 RAINBOW KIDS  | 80歳 |
| 最年長優秀賞受賞者   | 草笛光子   | 九十歳。何がめでたい | 91歳 |
| 最年少最優秀賞受賞者 | 大竹しのぶ | 事件                 | 21歳 |
| 最年少優秀賞受賞者   | 安達祐実   | 家なき子             | 13歳 |

### その他
- 本部門の最優秀賞受賞者は第22回以降は次回の司会者が務めている。
- 同一の役での受賞は『男はつらいよ』シリーズにて倍賞千恵子演じる諏訪さくらで3回受賞しており、そのうち第4回で最優秀賞を受賞している。
- 外国出身の女優ではルビー・モレノ( フィリピン)、ペ・ドゥナ( 韓国)、シム・ウンギョン( 韓国)が受賞しており、そのうち、シム・ウンギョンが最優秀賞を受賞している。